# Патара-Митарби
Патара-Митарби (груз. პატარა მიტარბი) — село в Грузии, на территории Боржомского муниципалитета края (мхаре) Самцхе-Джавахети.

## География
Село находится на юге центральной части Грузии, на правом берегу реки Митарбула, на расстоянии 16 километров (по прямой) к востоко-юго-востоку от города Боржоми, административного центра муниципалитета. Абсолютная высота — 1351 метр над уровнем моря.

## Население
По результатам официальной переписи населения 2014 года, в Патара-Митарби проживало 46 человек (25 мужчин и 21 женщина). В национальной структуре населения грузины составляли 58,7 %, осетины — 39,1 %, русские — 2,2 %.
| Год  | Население, человек |
| ---- | ------------------ |
| 2002 | 64                 |
| 2014 | ↘ 46               |